# Ивровка
Ивровка — река в России, протекает в Угличском районе Ярославской области; приток Устья. Пересыхающий исток находится к северу от Мокрова, ниже она пересекает автотрассу Р153 «Углич — Ростов». Устье реки находится в 114 км по левому берегу реки Устье от её устья. Длина реки составляет 10 км. У реки расположены сельские населённые пункты Бабаево, Погорелка и Фалелеево.

## Данные водного реестра
По данным государственного водного реестра России относится к Верхневолжскому бассейновому округу, водохозяйственный участок реки — Волга от Рыбинского гидроузла до города Кострома, без реки Кострома от истока до водомерного поста у деревни Исады, речной подбассейн реки — Волга ниже Рыбинского водохранилища до впадения Оки. Речной бассейн реки — (Верхняя) Волга до Куйбышевского водохранилища (без бассейна Оки).
Код объекта в государственном водном реестре — 08010300212110000010699.